# Cable Liner

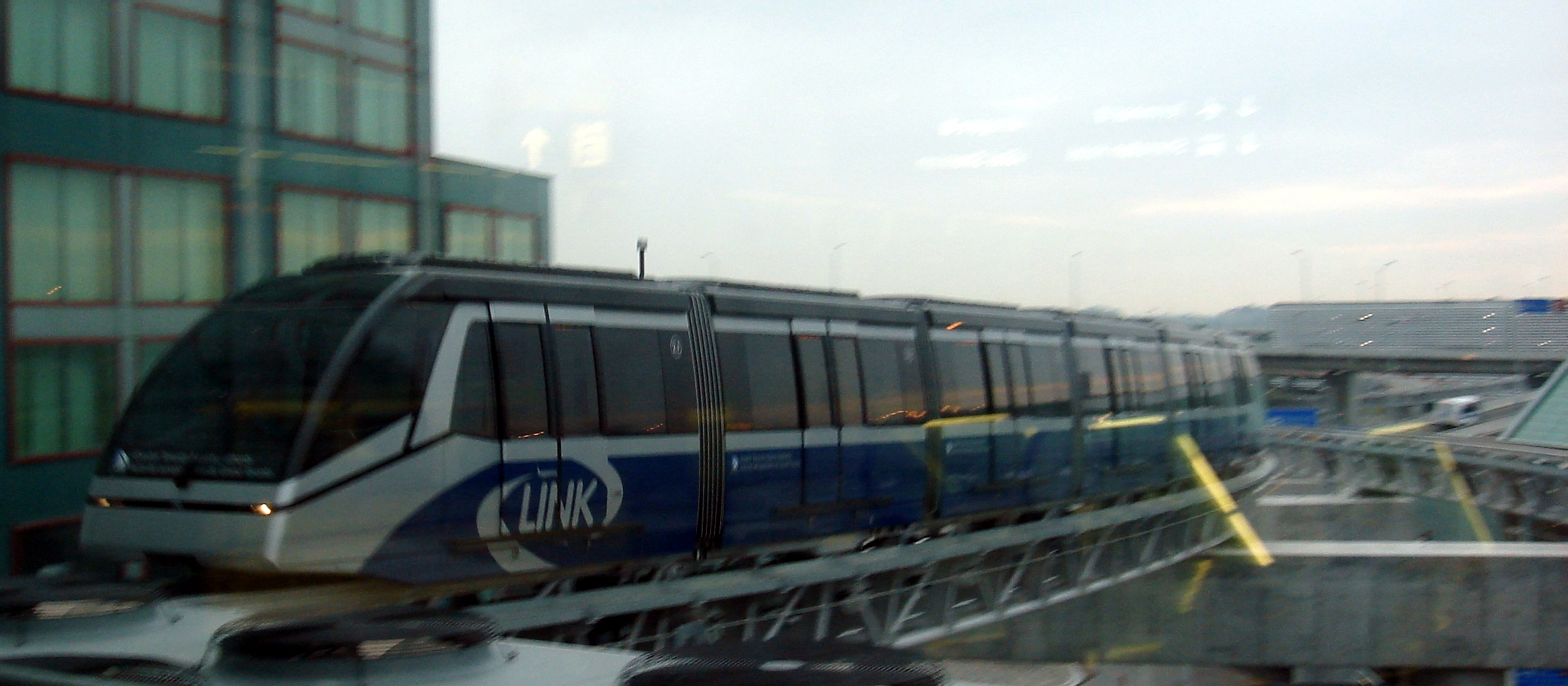
Link train en el aeropuerto de Toronto Pearson.

El Cable Liner, conocido en español como CableTren, es un género de Transporte hectométrico o Automated People Mover (Transporte de Personas Automatizado) diseñado por DCC Doppelmayr Cable Car para aeropuertos, ciudades, conexiones intermodales, parques y hoteles.

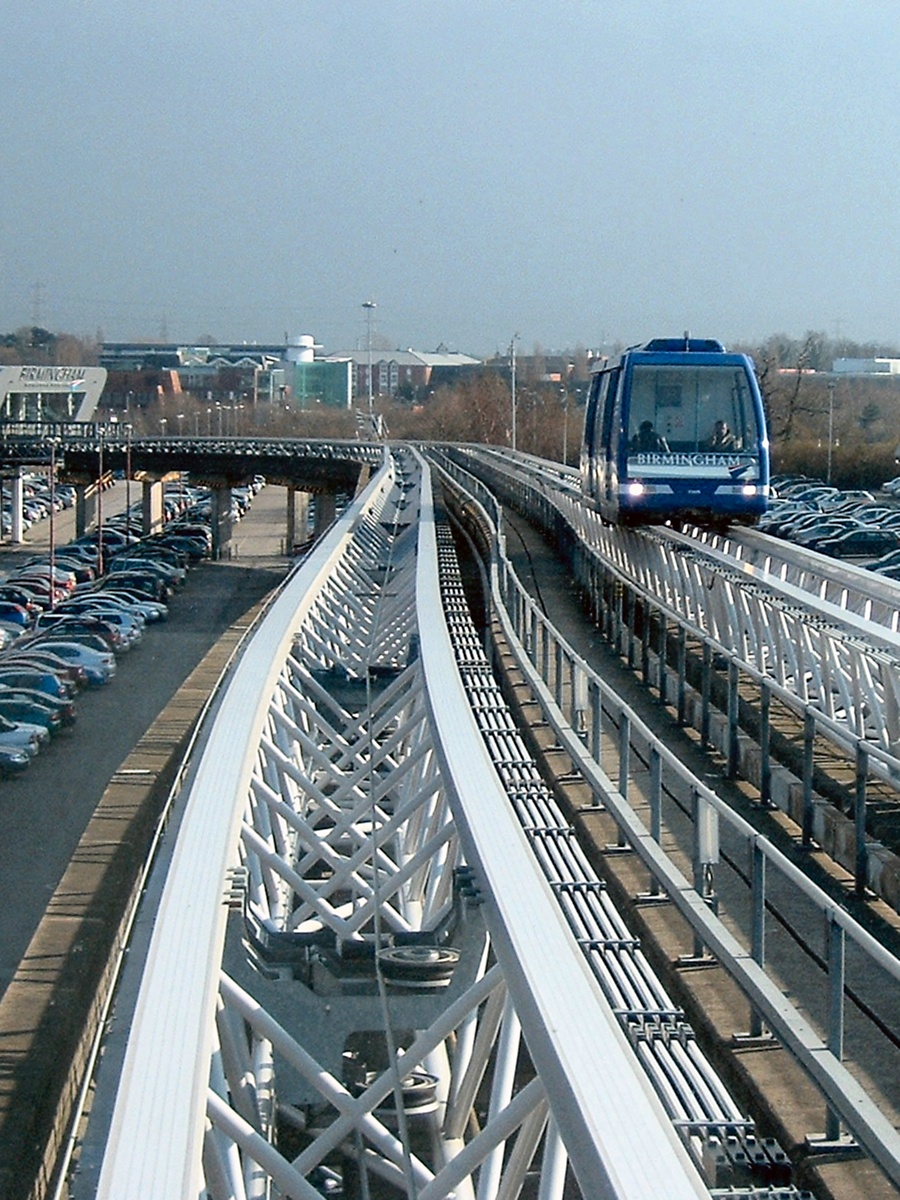
Aeropuerto de Birmingham.

El diseño se ha caracterizado por la sustitución de los trenes Maglev como sistema de transporte del Aeropuerto Internacional de Birmingham, el cual era por el momento el único sistema Maglev. La tecnología fue usada para el nuevo "AirRail Link" en la ya existente vía del sistema Maglev para reemplazar el sistema anterior. Durante su construcción fue necesario implementar un sistema de autobuses auxiliares.

## Tecnología y características del sistema
Cable Liner son transportes de personas automatizados, basados en la tracción por cable. Alcanzan distancias de hasta 4 km y un flujo máximo de 7000 personas por hora y dirección.

### Tracción por cable

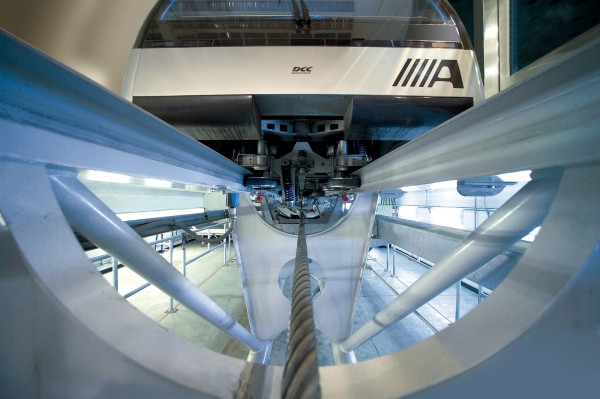
Detalle del cable de tracción.

En el sistema de transporte automatizado con tracción por cable, existe una estación donde se centra toda la potencia del sistema. El tren no posee frenos o motor, la aceleración y desaceleración del tren se logra mediante una pinza fija de sujeción en el tren que le transmite toda la energía para la traslación al tren.

### Sistema automatizado

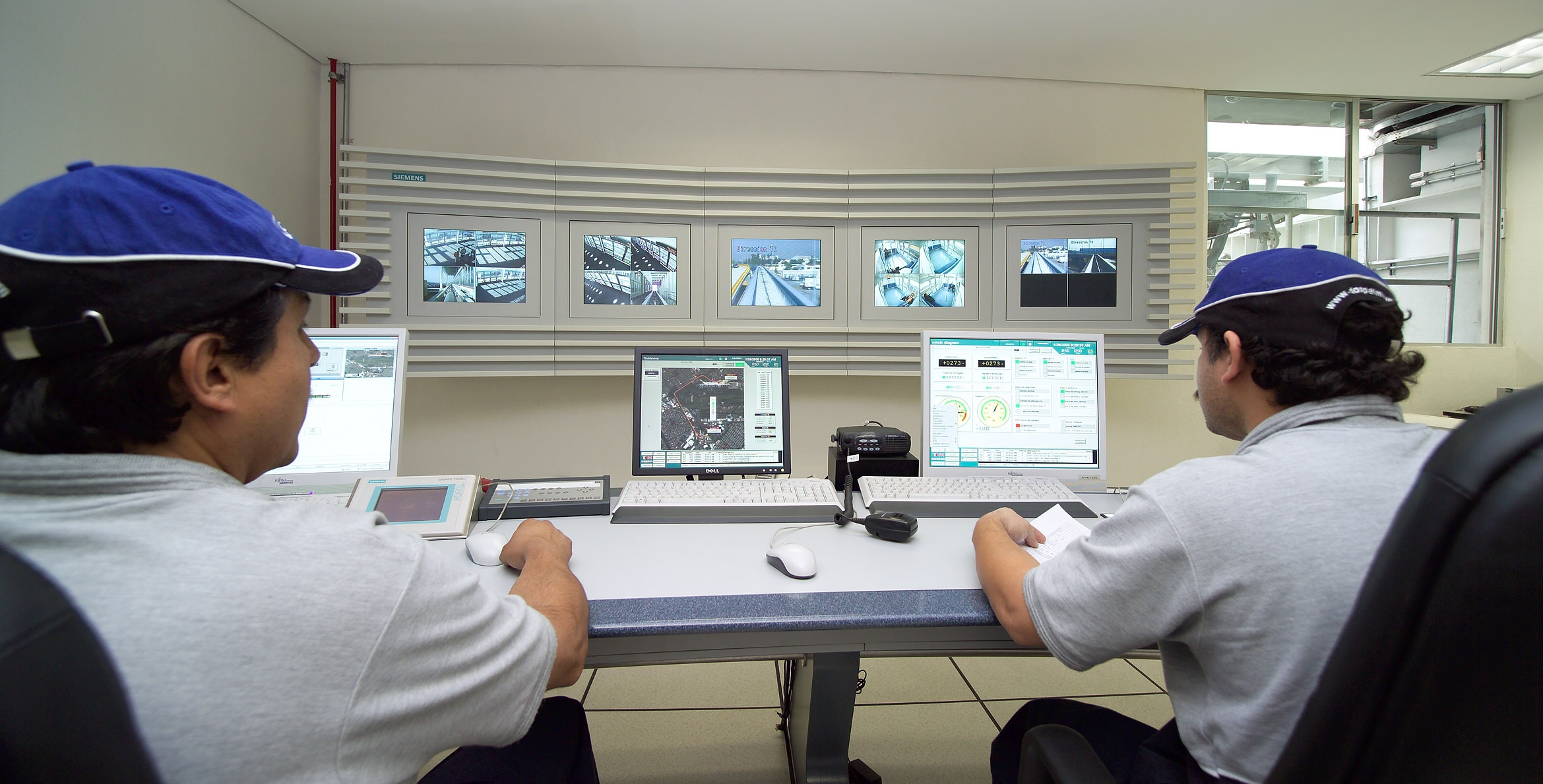
Sala de control.

Ya que el sistema es automático, no existe conductor u operador en el tren. La operación del sistema es monitoreado desde el cuarto de control central. El diagnóstico remoto se logra mediante redes de telecomunicaciones tanto por cable como inalámbricas.

### Trenes

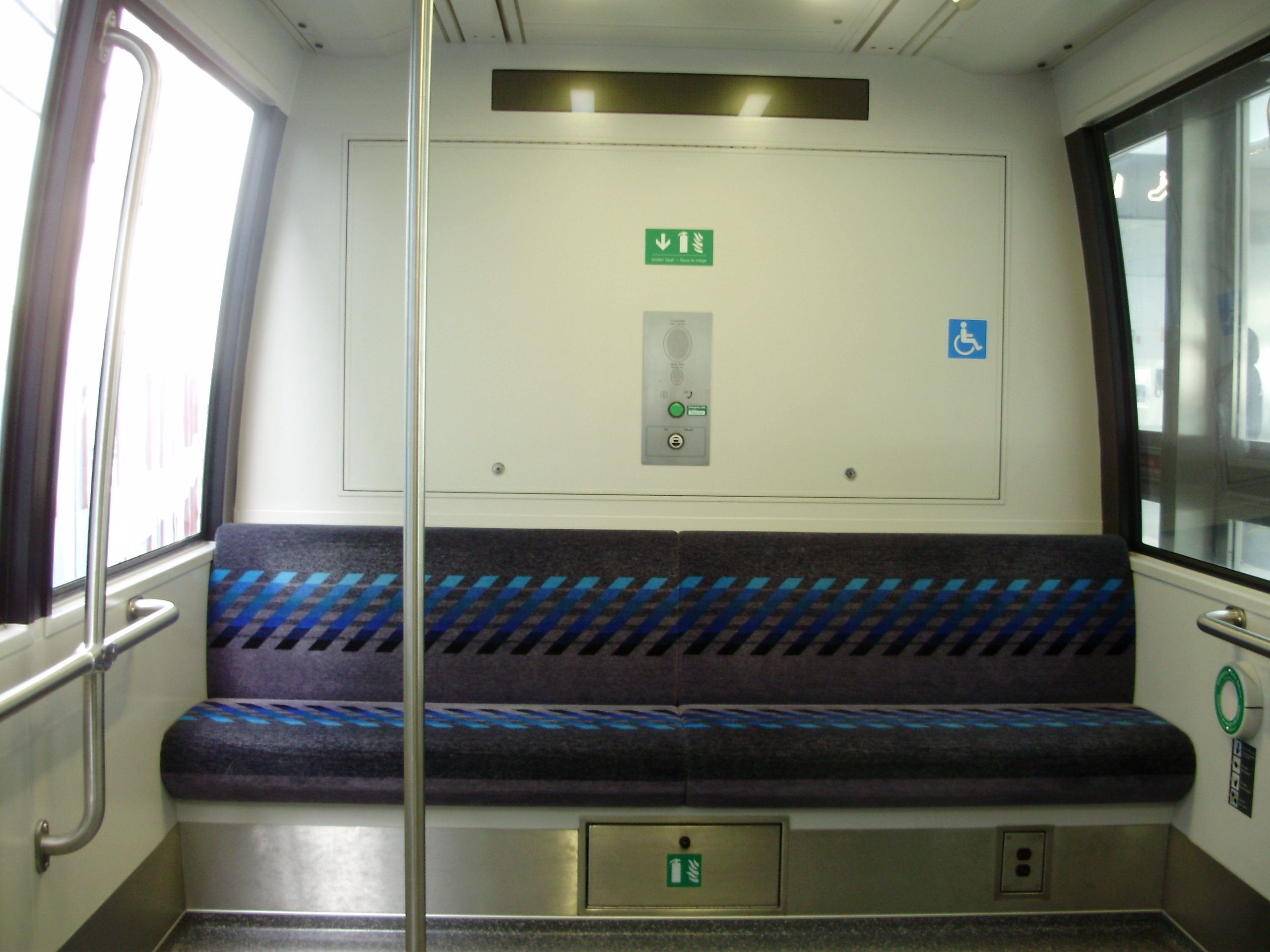
Interior de un vehículo en Toronto.

Debido a que los trenes están separados de las maquinarias de tracción, los niveles de ruidos provocados por estos a lo largo de la vía es mínimo y la emisión de carbono es  nula (excepto cuando se usa la planta diesel de emergencia). Esto asegura la menor huella de carbono dentro de los sistemas de transporte público.

### Vía
Las vías son de acero ligero, con perfiles I, aportando no solo soporte, sino un canal de guía con ruedas transversales en la parte inferior del tren. La estructura de la vía está hecha de acero que no requiere ser calentada para la condiciones extremas del invierno. La estructura de la vía se adapta con las estructuras de concreto para compensar las variaciones de altura del suelo, alcanzando alturas de hasta 67 m.